# Iglesia de la Sangre (Alcora)
La Iglesia de la Sangre de Alcora, en la comarca del Alcalatén, provincia de Castellón, es un monumento declarado Bien de Relevancia Local, con código de identificación 12.04.005-005, según la Disposición Adicional Quinta de la Ley 5/2007, de 9 de febrero, de la Generalidad Valenciana, de modificación de la Ley 4/1998, de 11 de junio, del Patrimonio Cultural Valenciano (DOCV Núm. 5.449 / 13/02/2007).

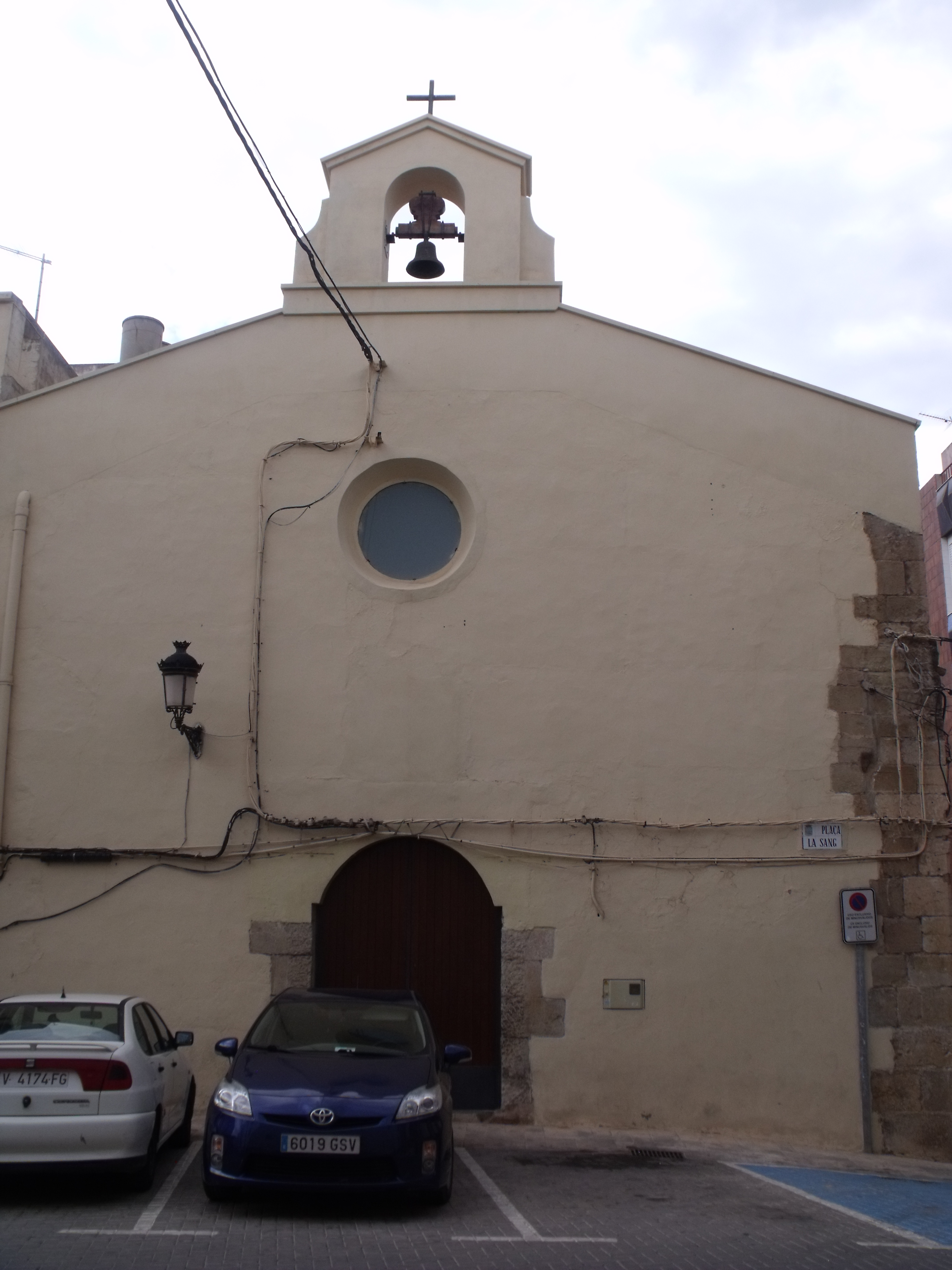
fachada de la plaza de la Sangre

Se puede encontrar la iglesia de la sangre en el medio de la aljama judaica de la localidad de Alcora, en la plaza de la Sangre, en donde se levantaba la sinagoga. Se fecha su construcción en 1621, existiendo pruebas de la concesión de indulgencias a todos los que participaran en la construcción, concedidas por el Cardenal Espínola. La fecha de construcción no parece coincidir con las características de esta que presenta arcos diafragmáticos y techumbre de madera  a dos aguas.
En el interior destacan los restos de pintura del siglo XVIII basados en la Pasión de Cristo, así como decoraciones sobre dibujos de la Fábrica del Conde Aranda.
Respecto a su exterior y fachada principal, con el tiempo ha ido perdiendo la mayor parte de sus elementos originales.